# 四斑魮
四斑魮（学名：Barbus tetrastigma）為輻鰭魚綱鯉形目鯉科的其中一個種，於1913年由乔治·亚伯特·布兰洁描述。該物種分布於非洲剛果河流域上游，體長可達5.8公分。

## 扩展阅读
維基物種上的相關：四斑魮